# Philus antennatus
Philus antennatus là một loài bọ cánh cứng trong họ Cerambycidae.